# Svijany Open
Svijany Open je mužský profesionální tenisový turnaj hraný v Liberci na venkovních antukových dvorcích místního tenisového oddílu LTK Liberec. Turnaj se koná od roku 2013 a je součástí okruhu ATP Challenger Tour. V roce 2019 se hrál v nejnižší páté kategorii Challenger 80 s odměnami 46,6 tisíc euro.

## Přehled finále

### Dvouhra
| Rok  | Vítěz            | Finalista              | Výsledek                |
| ---- | ---------------- | ---------------------- | ----------------------- |
| 2013 | Jiří Veselý      | Federico del Bonis     | 6–7(2–7), 7–6(9–7), 6–4 |
| 2014 | Andrej Martin    | Horacio Zeballos       | 1–6, 6–1, 6–4           |
| 2015 | Tobias Kamke     | Andrej Martin          | 7–6(8–6), 6–4           |
| 2016 | Arthur De Greef  | Steve Darcis           | 7–6(7–4), 6–3           |
| 2017 | Pedro Sousa      | Guilherme Clezar       | 6–4, 5–7, 6–2           |
| 2018 | Andrej Martin    | Pedro Sousa            | 6–1, 6–2                |
| 2019 | Nikola Milojević | Rogério Dutra da Silva | 6–3, 3–6, 6–4           |

### Čtyřhra
| Rok  | Vítězové                        | Finalisté                       | Výsledek              |
| ---- | ------------------------------- | ------------------------------- | --------------------- |
| 2013 | Rameez Junaid Tim Pütz          | Colin Ebelthite Lee Hsin-han    | 6–0, 6–2              |
| 2014 | Roman Jebavý Jaroslav Pospíšil  | Ruben Gonzales Sean Thornley    | 6–4, 6–3              |
| 2015 | Andrej Martin Hans Podlipnik    | Wesley Koolhof Matwé Middelkoop | 7–5, 6–7(3–7), [10–5] |
| 2016 | Jonathan Eysseric André Ghem    | Ariel Behar Dino Marcan         | 6–0, 6–4              |
| 2017 | Laurynas Grigelis Zdeněk Kolář  | Tomasz Bednarek David Pel       | 6–3, 6–4              |
| 2018 | Sander Gille Joran Vliegen      | Filip Polášek Patrik Rikl       | 6–3, 6–4              |
| 2019 | Jonáš Forejtek Michael Vrbenský | Nikola Čačić Antonio Šančić     | 6–4, 6–3              |